# Przemek Kaczkowski
Przemek Kaczkowski, wł. Przemysław Kaczkowski (ur. 1977) – polski architekt. Od 2012 r. prowadzi z Magdaleną Morelewską pracownię Stoprocent Architekci.

## Życiorys
Absolwent Wydziału Architektury Politechniki Wrocławskiej. Praktykę zawodową zdobywał w Polsce i za granicą.
W 2012 r. wraz z Magdaleną Marelewską założył biuro Stoprocent Architekci. W ramach jego działalności jest współautorem m.in.: Domu bez Schodów we Wrocławiu (realizacja: 2013), wnętrz Executive Lounge na lotnisku Chopina, nadbudowy trybuny I na torze wyścigów konnych Służewiec, koncepcji nowego centrum Helu oraz wielu domów jednorodzinnych.

## Nagrody i wyróżnienia
- Nagroda FUTUWAWA „Patrz na Plac” za projekt hotelu dla kwiatów BAZA OAZA na placu Defilad w Warszawie
- III nagroda w konkursie Piękny Wrocław 2013 za Dom bez Schodów
- TOP BUILDER 2013 za Dom bez Schodów